# Ormosia subfascipennis
Ormosia subfascipennis là một loài ruồi trong họ Limoniidae. Chúng phân bố ở miền Cổ bắc.